# Кристина Пизанская
Кристина Пизанская, также Кристина (Христина) де Пизан (фр. Christine de Pizan; Венеция, 1364/1365 — 1430, аббатство Пуасси) — французская средневековая писательница итальянского происхождения. Одна из первых профессиональных писательниц, поэтесса и автор ряда философских трактатов о роли женщины в семье и обществе (все на французском языке). Большинство современных учёных-феминисток считают началом современного феминистского движения её произведения, в том числе «Книгу о Граде женском».

## Биография
Отец Кристины, Томмазо да Пидзано (он был родом из-под Болоньи, а вовсе не из Пизы), служил медиком и астрологом при дворе французского короля Карла V. Свою дочь он представил монарху, когда той было четыре года. Кристина выросла в придворной среде и имела доступ в учреждённую королём в Лувре библиотеку, насчитывавшую 973 книги и не имевшую себе в ту пору равных в Европе. Этим обусловлено углублённое литературное образование Кристины Пизанской, которая была прекрасно знакома с римской литературой, произведениями Данте, Петрарки и Боккаччо.

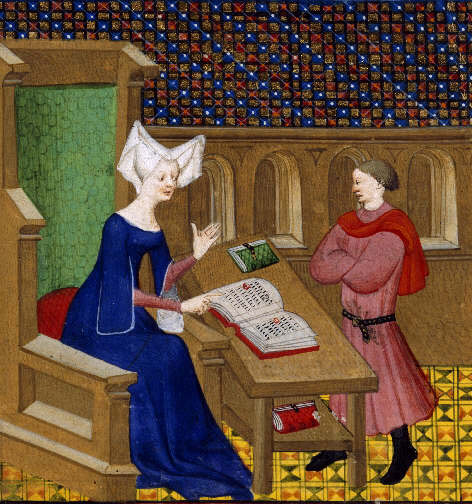
Кристина Пизанская и её сын

В 15 лет она вышла замуж за королевского секретаря Этьена де Кастеля. Однако в 1380 году скончался Карл V, лет пять спустя умер отец Кристины, а в 1390-м эпидемия чумы унесла жизнь её супруга. Оставшись с тремя детьми на руках, Кристина поначалу влачила бедственное существование, и лишь благодаря покровительству Жана Беррийского и герцога Орлеанского смогла заниматься литературным творчеством. В начале творческого пути Кристина обращается к жанру любовной баллады; этот период куртуазного творчества был плодотворным: за время с 1393 по 1412 годы Кристина написала более трёхсот баллад и множество небольших стихотворных произведений разных форм: рондо, виреле и т. д.
В 1397 году дочь Кристины, Мари, получив приданое от короля, уехала в аббатство и приняла постриг. Сын Кристины поступил на службу к английскому лорду Джону Монтегю, 3-му графу Солсбери. Сама Кристина получила приглашение жить в Англии при дворе, однако отклонила его и некоторое время спустя покинула Париж и провела 11 лет в монастыре. У неё появилось больше времени для литературного творчества и изучения трудов по истории, философии, мифологии, писаний Отцов Церкви. Точная дата её смерти неизвестна.

## Творчество
Основные сочинения Кристины Пизанской созданы в период с 1389 по 1405 годы. Большой успех снискала «Книга ста баллад» (фр. Le Livre des cent ballades), написанная Кристиной в традиции оплакивания и повествующая о нелёгкой участи одинокой вдовы. Прибегала она и к другим поэтическим жанрам — рондо, лэ, вирелэ, ди и т. д. Искренняя интонация, изящество стиха сочетаются в её сочинениях с тоской по утраченным идеалам куртуазности. Особо следует выделить «Послание богу любви» (фр. L’Epistre au dieu d’Amour, 1399), с которого началась резкая полемика Кристины Пизанской против «Романа о Розе» Жана де Мёна, и «Ди о розе» (фр. Le Dit de la rose, 1401), на котором эта полемика завершилась. Современники высоко ценили энциклопедическую поэму Кристины «Путь долгого учения» (фр. Le Chemin de longue etude, 1402), историю её воображаемого восхождения на Парнас, а затем и выше, к небесному престолу Разума. В 1404 году по поручению герцога Бургундского Филиппа Смелого Кристина написала апологетическую «Книгу о деяниях и добрых нравах мудрого короля Карла V» (фр. Le Livre des faits et bonnes moeurs du sage roi Charles V), содержащую не только известные историкам факты, но и народные легенды и анекдоты из биографии короля.

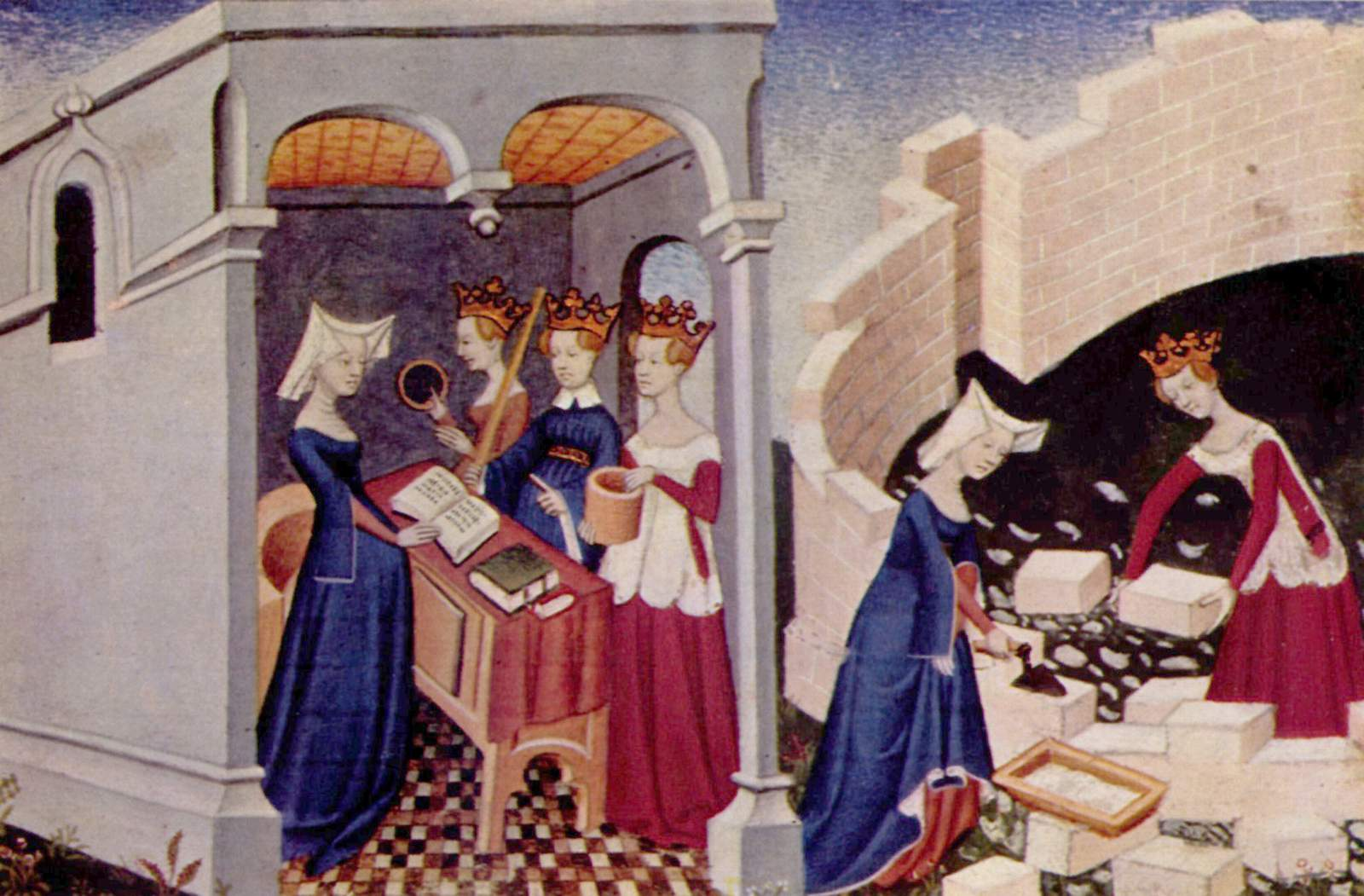
Иллюстрация к «Книге о Граде женском». Рукопись XV века. Париж, Национальная библиотека Франции

К наиболее известным сочинениям Кристины Пизанской относится «Книга о Граде женском» (фр. Livre de la Cité des Dames, 1404—1405 годы), в которой подчёркивается, что женщина ни в чём не уступает мужчине по своим способностям. Причину неудачных браков она видела в конкретных человеческих пороках мужчин и женщин. От Кристины Пизанской берёт начало так называемый «спор о женщинах» во Франции XVI века. Кристине принадлежит ещё ряд прозаических сочинений, включая «Книгу о военных деяниях и о рыцарстве» (фр. Livre des faits d’armes et de la chevalerie, 1405). Последнее сочинение Кристины Пизанской «Песнь о Жанне» (фр. Le Dittie de Jeanne d’Arc) посвящено Жанне д’Арк.
Труды Кристины Пизанской привлекли к себе внимание в XX веке благодаря усилиям таких деятелей, как Кэннон Виллард, Эрл Джеффри Ричард и Симона де Бовуар. Исследование творчества Кристины Пизанской продолжается и в наши дни. Так, с 2004 по 2009 год велось изучение рукописей и языка Кристины Пизанской на базе работ, которые хранятся в Национальной библиотеке Великобритании (инициатор проекта — Эдинбургский университет).

## Избранные произведения

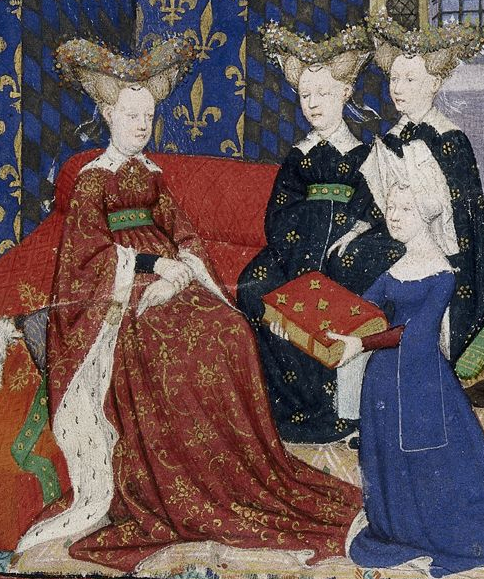
Кристина Пизанская преподносит свою книгу королеве Изабелле Баварской. Из рукописи XV века

- «Песнь о Жанне» на сайте Вост. Лит. (поэтический перевод А. Козинского)
- «Послание богу Любви» (L'Épistre au Dieu d’amours; 1399)
- «Послание Офеи Гектору» (L'Épistre de Othéa a Hector; 1399—1400)
- «Ди о розе» (Dit de la Rose; 1402)
- «Книга ста баллад» (Cent Ballades d’Amant et de Dame, Virelyas, Rondeaux; 1402)
- «Путь долгого учения» (Le Chemin de long estude; 1403)
- «Книга о превратностях  фортуны» (Livre de la mutation de fortune; 1403)
- La Pastoure (1403)
- «Книга о деяниях и добрых нравах мудрого короля Карла V» (Le Livre des fais et bonners meurs du sage roy Charles V; 1404)
- «Книга герцога об истинных влюблённых» (Le Livre du Duc des vrais amants; 1404—1405)
- «Книга о Граде женском» (Le Livre de la cité des dames; 1405)
- Le Livre des trois vertus (1405)
- L’Avision de Christine (1405)
- Livre du corps de policie (1407)
- Le Livre des fais d’armes et de chevalerie (1410)
- Livre de paix (1413)
- Les sept psaumes allégorisés
- Ditié de Jehanne d’Arc (1429)

## Издания текста
- Кристина Пизанская. Из «Книги о Граде женском» // Пятнадцать радостей брака и другие сочинения французских авторов XIV—XV веков / Составитель и ответственный редактор Ю. Л. Бессмертный. — М. : Наука, 1991. — С. 218—256. — 320 с. — 34 000 экз. — ISBN 5-02-009033-6.
- Christine de Pizan: une femme de science, une femme de lettres. — Paris : H. Champion. — 2008.